# Liste des maires de Montbard
La liste des maires de Montbard présente la liste des maires de la commune française de Montbard, située dans le département de la Côte-d'Or en région Bourgogne-Franche-Comté.

## L'Hôtel de ville

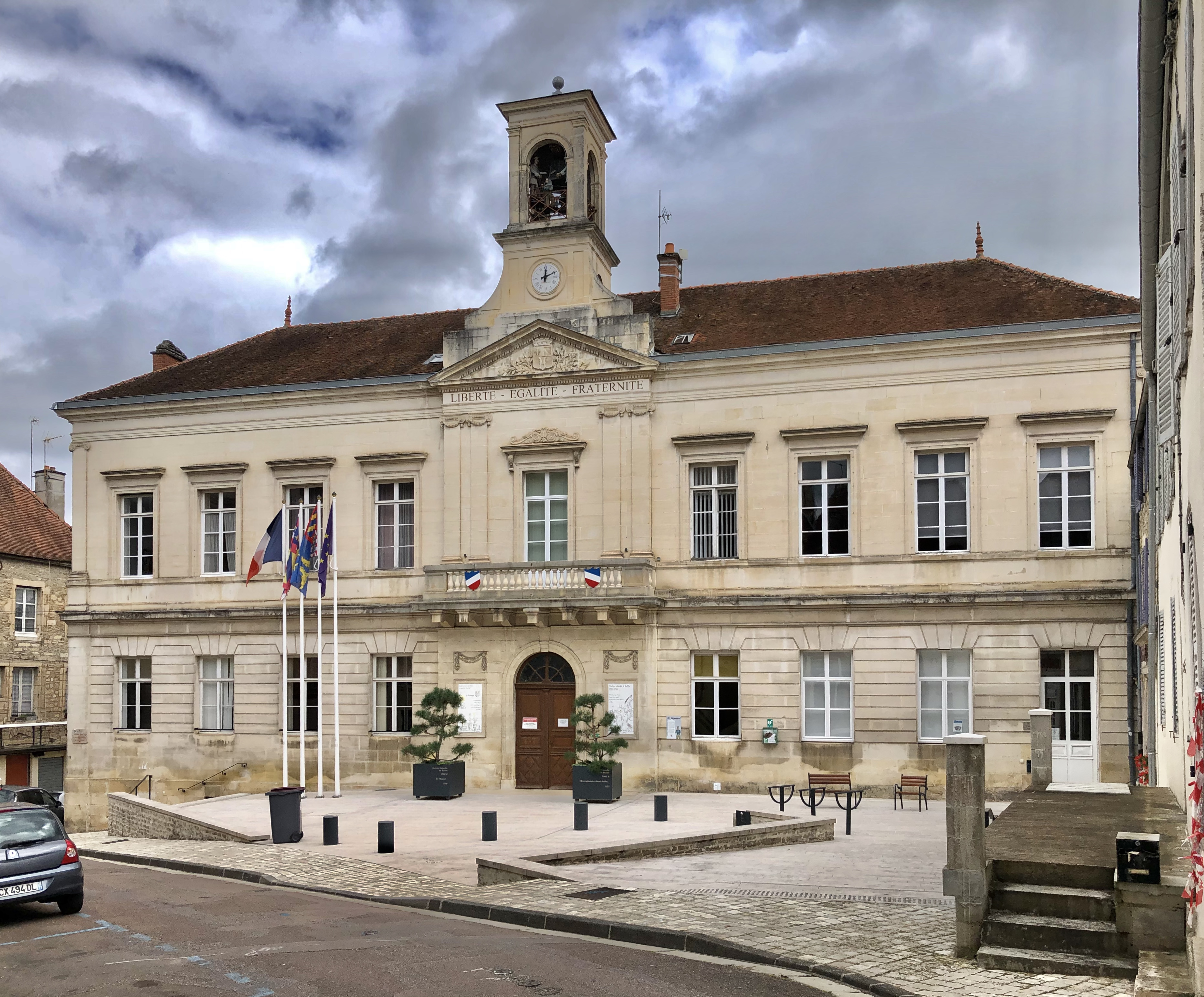
L'hôtel de ville.

## Liste des maires

### Sous l'Ancien Régime
| Période                                  | Période | Identité                     | Étiquette | Qualité |
| ---------------------------------------- | ------- | ---------------------------- | --------- | ------- |
| 1309                                     |         | Dumarche                     |           |         |
| 1335                                     |         | Guillaume Brancion           |           |         |
| 1359                                     |         | Guillaume Chifflot           |           |         |
| 1379                                     |         | Guillaume Brocard            |           |         |
| 1393                                     |         | Fontenet                     |           |         |
| 1442                                     |         | Jehan Chifflot               |           |         |
| 1460                                     |         | Guillaume Brocquard          |           |         |
| 1470                                     |         | Jacot Daubenton              |           |         |
| 1499                                     |         | Guy Daubenton                |           |         |
| 1533                                     |         | Jean Bouchu                  |           |         |
| 1543                                     | 1557    | Jacques Daubenton            |           |         |
| Les données manquantes sont à compléter. |         |                              |           |         |
| 1580                                     |         | Bénigne Margeret             |           |         |
| 1584                                     |         | Nicolas Chifflot             |           |         |
| 1586                                     |         | Bouchu                       |           |         |
| 1590                                     |         | Debadet                      |           |         |
| 1592                                     |         | Pierre Jean Daubenton        |           |         |
| 1597                                     |         | Bouchu                       |           |         |
| 1609                                     |         | Vaussin                      |           |         |
| 1612                                     |         | Jacques Daubenton            |           |         |
| 1614                                     |         | Jean Vaussin                 |           |         |
| 1624                                     |         | Nicolas Pasquier             |           |         |
| 1631                                     |         | Chrétien Guilleminot         |           |         |
| 1632                                     |         | François Vaussin             |           |         |
| 1640                                     |         | Nicolas Pasquier             |           |         |
| 1645                                     | 1647    | Louis Vaussin                |           |         |
| 1660                                     |         | Jacques Daubenton            |           |         |
| 1665                                     |         | Blaizot                      |           |         |
| 1666                                     |         | Jean I Nadault               |           |         |
| 1675                                     |         | Lemunier                     |           |         |
| 1677                                     |         | Jean I Nadault               |           |         |
| 1680                                     | 1683    | Taphinon                     |           |         |
| 1685                                     |         | Lemunier                     |           |         |
| 1686                                     |         | Henri Leclerc de Buffon      |           |         |
| 1695                                     |         | Jean II Nadault              |           |         |
| 1710                                     |         | Henri Sylvestre de la Forest |           |         |
| 1719                                     |         | Jean III Nadault             |           |         |
| 1728                                     |         | Edme Doublot                 |           |         |
| 1756                                     |         | Pierre Daubenton             |           |         |
| 1768                                     |         | Georges Louis Marie Leclerc  |           |         |
| 1772                                     |         | Pierre Daubenton             |           |         |
| 1776                                     |         | Georges Louis Daubenton      |           |         |
| 1785                                     |         | Gueneau de Mussy             |           |         |
| 1789                                     | 1789    | Petit                        |           |         |
| Les données manquantes sont à compléter. |         |                              |           |         |

### Entre 1789 et 1944
| Période                                  | Période       | Identité                              | Étiquette     | Qualité |
| ---------------------------------------- | ------------- | ------------------------------------- | ------------- | --- |
| 1789                                     |               | Georges Louis Marie Leclerc de Buffon |               | Colonel de la garde nationale de Montbard                                                                           |
| 1794                                     |               | Edme Rigoley                          |               | |
| 1799                                     | 1799          | Edme Noirot                           |               | |
| 1799                                     |               | Pierre Adam                           |               | Notaire |
| 1800                                     |               | Bernard Simonnot                      |               | |
| 1802                                     |               | Edme Rigoley                          |               | |
| 1804                                     |               | M. Bernard                            |               | |
| 1815                                     | 1815          | François Gelez                        |               | Propriétaire, agronome                                                                                              |
| 1815                                     | 1815          | Jean-Marie Bernard                    |               | |
| 1815                                     |               | Pierre-Paul Lorieux                   |               | Maître de forges |
| 1830                                     |               | Hyppolite Bonnet                      |               | |
| 1837                                     | 1847          | Claude-Auguste Gelez                  |               | Conseiller général de Montbard (1836 → 1842)                                                                        |
| 1847                                     | 1848          | Charles-François Mandonnet            |               | |
| 1848                                     |               | Antoine Maire                         | Gauche        | Négociant Conseiller d'arrondissement de Montbard et député (1848 → 1849) Révoqué                                   |
| 1850                                     |               | M. Lambert-Bombet                     |               | |
| 1851                                     | 1851          | M. Bréon-Lembeuf                      |               | |
| 1851                                     |               | Jacques Étienne Crépey (1784-1862)    |               | Notaire |
| 1852                                     |               | Marcel Bissey                         |               | |
| 1854                                     |               | Jacques Étienne Crépey (1784-1862)    |               | Notaire |
| 1862                                     |               | Paul Charles Viard                    |               | |
| 1871                                     |               | Just Louis                            |               | |
| 1871                                     | 1873          | Anatole Hugot                         | Républicain   | Négociant en vin Conseiller d'arrondissement de Montbard (1871 → 1880) Révoqué                                      |
| 1874                                     |               | Paul Charles Viard                    |               | |
| 1875                                     |               | Auguste Boquin                        |               | |
| 1876                                     |               | Théodore Trémisot                     |               | |
| 1879                                     |               | Jean Baptiste Bernard Noirtat         |               | |
| 1880                                     |               | Charles Auvigne                       |               | |
| 1881                                     |               | Théodore Trémisot                     |               | |
| 1883                                     |               | Arnault Gaveau                        | Républicain   | Conseiller d'arrondissement de Montbard (1892 → 1901)                                                               |
| Les données manquantes sont à compléter. |               |                                       |               | |
| mai 1904                                 | octobre 1907  | Anatole Hugot                         |               | Négociant en vin Député de la Côte-d'Or (1876 → 1885) Sénateur de la Côte-d'Or (1885 → 1907) Décédé en fonction     |
| 1907                                     | mai 1908      | Alfred Goulier                        |               | |
| mai 1908                                 | mai 1912      | Pierre-Émile Lefol                    | SFIO puis PRS | Restaurateur et hôtelier Député de la Côte-d'Or (1910 → 1918) Conseiller d'arrondissement de Montbard (1901 → 1910) |
| mai 1912                                 | décembre 1919 | Jules Poillot                         | Rad.ind.      | Médecin Conseiller général de Montbard (1909 → 1934)                                                                |
| décembre 1919                            | mai 1925      | Étienne Lalle                         |               | |
| mai 1925                                 | mai 1929      | Jules Poillot                         | Rad.ind.      | Médecin Député de la Côte-d'Or (1928 → 1936) Conseiller général de Montbard (1909 → 1934)                           |
| mai 1929                                 | mai 1935      | Pierre Vangeon (1894-1977)            | PSdF          | Médecin Conseiller général de Montbard (1934 → 1940)                                                                |
| Les données manquantes sont à compléter. |               |                                       |               | |
| Occupation                               | 1944          | P. Beaudoin                           |               | |
| Les données manquantes sont à compléter. |               |                                       |               | |

### Depuis 1944
Depuis la Libération, dix maires se sont succédé à la tête de la commune.
| Période      | Période                        | Identité                      | Étiquette       | Qualité |
| ------------ | ------------------------------ | ----------------------------- | --------------- | --- |
| 1944         | 1945                           | Jacques Brunhes               |                 | |
| 1945         | 1945                           | Pierre Vangeon (1894-1977)    | Répub.soc.      | Médecin |
| 1945         | octobre 1947                   | Anatole Goyard                | SFIO            | Chef d'atelier |
| octobre 1947 | mai 1953                       | Pierre Beaudoin (1904-1973)   |                 | |
| mai 1953     | 1955                           | Auguste Boisse                |                 | Démissionnaire |
| 1955         | mars 1971                      | Louis Defer,(1893-1981)       | SFIO puis PRRRS | Retraité SNCF Adjoint au maire chargé des travaux (1953 → 1955) Officier des Palmes académiques, Croix de guerre 1914-1918 |
| mars 1971    | juin 1995                      | Jacques Garcia (1928-2008)    | PCF             | Ouvrier tourneur Conseiller général de Montbard (1967 → 1985) |
| juin 1995    | mars 2008                      | Michel Protte (1949- )        | RPR puis UMP    | Chef d'entreprise Conseiller régional de Bourgogne (1988 → 1998) Vice-président du conseil régional Conseiller général de Montbard (1985 → 1998) Vice-président de la CC du Montbardois (2005 → 2008) Maire de Montigny-Montfort (1983 → 1995) Suppléant du député François Sauvadet (1993 → 2007)            |
| mars 2008    | 29 mars 2014                   | Christelle Silvestre (1977- ) | PS              | Conseillère en insertion Vice-présidente de la CC du Montbardois (2008 → 2014) |
| 29 mars 2014 | En cours (au 15 novembre 2022) | Laurence Porte (1970- )       | UDI puis HOR    | Professeure d'histoire-géographie en disponibilité Conseillère départementale de Montbard (2015 → ) Vice-présidente du conseil départemental (2015 → ) 1re vice-présidente de la CC du Montbardois (2014 → ) Conseillère municipale de Dammarie-les-Lys (2001 → 2008) Chevalier de la Légion d'honneur (2020) |

## Conseil municipal actuel
Les 29 sièges composant le conseil municipal ont été pourvus le 15 mars 2020 lors du premier tour de scrutin. Actuellement, il est réparti comme suit : 